# 大バイカル・トレイル

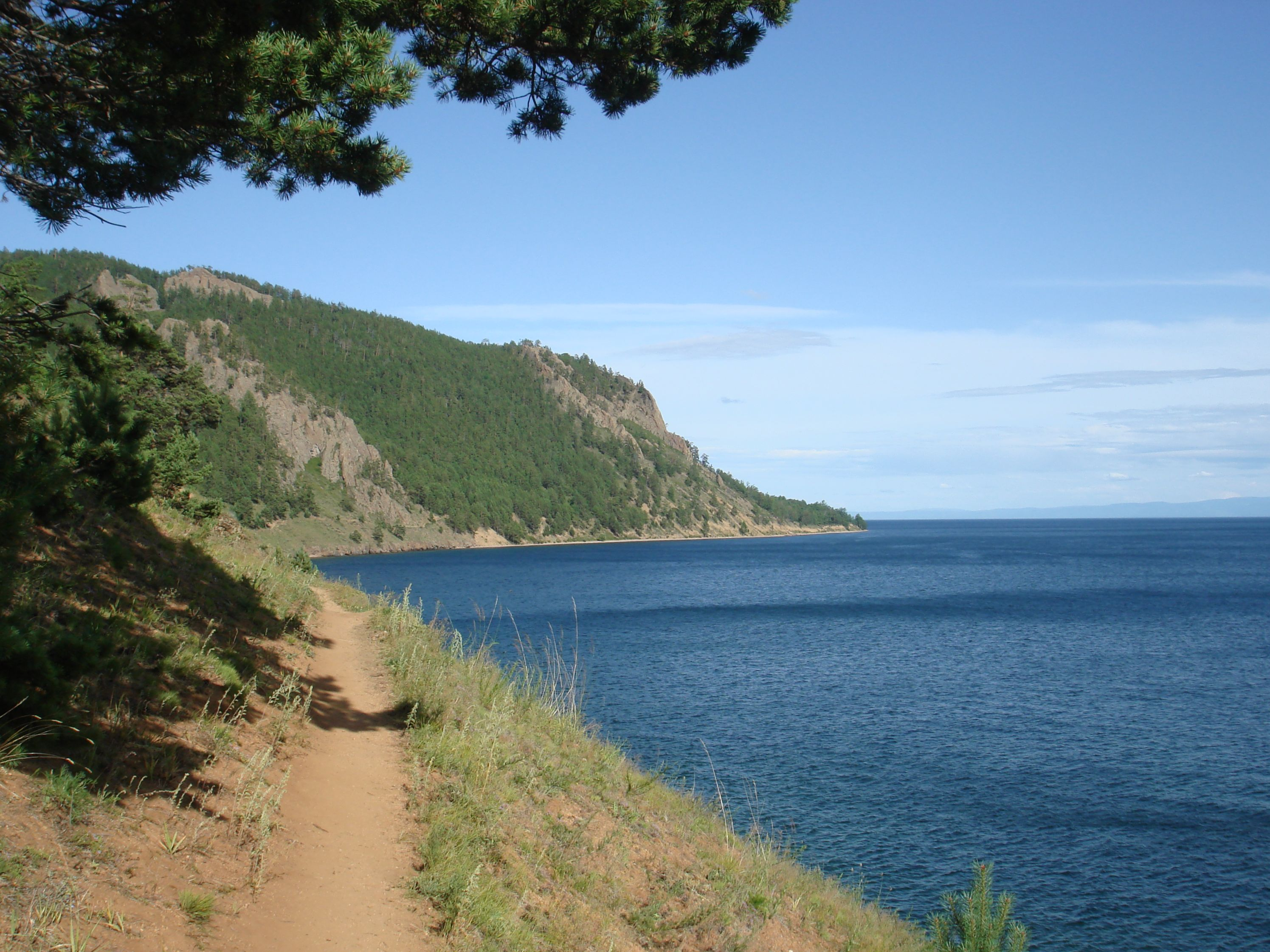
大バイカル・トレイルの一部（ボリシエ・コトィ近くで）

大バイカル・トレイル（だいバイカル・トレイル、英語: The Great Baikal Trail、略称：GBT、ロシア語: Большая Байкальская Тропа＝ボリシャヤ・バイカルスカヤ・トロパー）は、ロシア共和国の非営利環境団体で、バイカル湖周辺でボランティア活動を展開している。

## 概要
大バイカル・トレイルは1998年から始まったロシア共和国の非営利環境団体で、エコツーリズム、ボランティア活動、生態教育の開発を推進している。イルクーツクに本拠を置き、バイカル湖周辺にハイキング用トレイルの建設に取り組んでいる。2003年から2012年の終わりまでの過去10年間に、180以上の国際プロジェクトを実施し、ロシアおよび世界からの4,500人以上のボランティアがイルクーツク州とブリヤート共和国のトレイルを改良してきた。

## トレイル
次のようなトレイルが利用できる。

### リストヴィンカからボリシエ・コトィまで
バイカル湖西岸で、リストヴャンカから沿バイカル国立公園を通ってボリシエ・コトィ（Bolshiye Koty）までの22キロメートルが完成していて、バイカル湖沿岸からバイカル山脈の高度404メートルを通るもの。

### ハマル＝ダバン
バイカル湖南部で、ハマル＝ダバン山脈のバイカル自然保護区を通る12キロメートルが完成している。

## 参照項目
- 沿バイカル国立公園
- アパラチアン・トレイル